# A ruhakészítő (film)
A ruhakészítő  (eredeti cím: The Dressmaker) 2015-ben bemutatott ausztrál filmvígjáték-dráma, amelyet Jocelyn Moorhouse és P. J. Hogan forgatókönyvéből Jocelyn Moorhouse rendezett. A film alapjául Rosalie Ham 2000-ben kiadott azonos című regénye szolgált. A főbb szerepekben Kate Winslet, Judy Davis, Liam Hemsworth és Hugo Weaving látható.
Ausztráliában 2015. október 29-étől vetítették a mozikban az Universal Pictures forgalmazásában, Magyarországon 2016. január 15-én mutatta be a Digi Film.

## Cselekmény
Ausztráliában egy elbűvölő nő visszatér vidéki kisvárosába. Varrógépével és magas színvonalú (haute couture) stílusával átváltoztatja a nőket, és édes bosszút áll azokon, akik rosszat tettek vele.

## Szereplők
| Színész          | Szerep                  | Magyar hang            | Magyar hang            | Magyar hang            |
| Színész          | Szerep                  | - 1. szinkron - (2015) | - 2. szinkron - (2016) | - 3. szinkron - (2019) |
| ---------------- | ----------------------- | ---------------------- | ---------------------- | ---------------------- |
| Kate Winslet     | Myrtle 'Tilly' Dunnage  | Major Melinda          | Pikali Gerda           | Kökényessy Ági         |
| Judy Davis       | Molly Dunnage           | Molnár Zsuzsa          | Kiss Mari              | Molnár Zsuzsa          |
| Liam Hemsworth   | Teddy McSwiney          | Dévai Balázs           | Fehér Tibor            | Pásztor Tibor          |
| Hugo Weaving     | Horatio Farrat őrmester | Rosta Sándor           | Rosta Sándor           | Szabó Máté             |
| Sarah Snook      | Gertrude 'Trudy' Pratt  | Csondor Kata           | Nemes Takách Kata      | Nemes Takách Kata      |
| Sacha Horler     | Una Pleasance           | Náray Erika            |                        | Kocsis Mariann         |
| Caroline Goodall | Elsbeth Beaumont        | Bertalan Ágnes         |                        | Ősi Ildikó             |
| James Mackay     | William Beaumont        | Czető Roland           | Szatory Dávid          | Sörös Miklós           |
| Rebecca Gibney   | Muriel Pratt            | Kovács Nóra            | Zsurzs Kati            | Solecki Janka          |
| Shane Bourne     | Evan Pettyman           | Várkonyi András        |                        | Dézsy Szabó Gábor      |
| Alison Whyte     | Marigold Pettyman       | Szórádi Erika          | Hámori Ildikó          |                        |
| Barry Otto       | Percival Almanac        | Szokolay Ottó          |                        | Csuha Lajos            |
| Julia Blake      | Irma Almanac            | Kassai Ilona           | Kassai Ilona           | Bókai Mária            |
| Kerry Fox        | Beulah Harridiene       | Fabó Györgyi           |                        | Rátonyi Hajni          |
| Gyton Grantley   | Barney McSwiney         | Hamvas Dániel          | Előd Álmos             | Seszták Szabolcs       |
| Genevieve Lemon  | Mae McSwiney            | Zsurzs Kati            |                        | Zsolnai Júlia          |
| Shane Jacobson   | Alvin Pratt             | Schneider Zoltán       |                        | Vass Gábor             |
| Tracy Harvey     | Lois Pickett            | Győry Franciska        |                        | Turóczi Izabella       |